# Der Meistertrunk

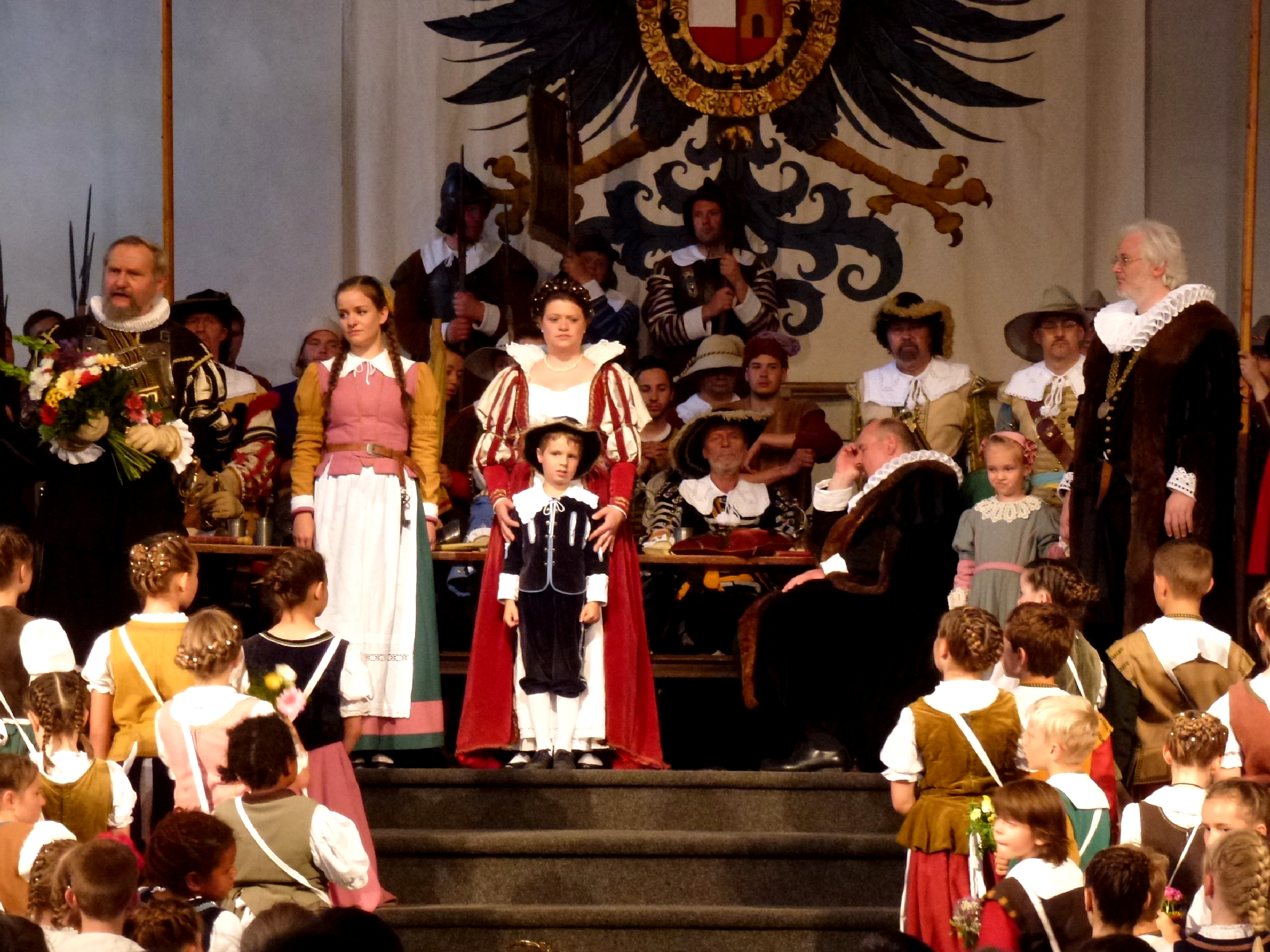
Szene des Festspiels im Kaisersaal

Der Meistertrunk ist ein historisches Festspiel, das seit 1881 jährlich am Pfingstwochenende in der mittelfränkischen Kleinstadt Rothenburg ob der Tauber stattfindet. Schirmherr ist inzwischen traditionell der amtierende bayerische Ministerpräsident. Seit 2016 gehört das Festspiel zum deutschen Verzeichnis des Immateriellen Kulturerbes der UNESCO.

## Geschichte
Das Stück, welches wohl auf einer um 1770 entstandenen Sage beruht, stellt eine dramatische Episode aus der Stadtgeschichte während des Dreißigjährigen Krieges dar, die Einnahme der Stadt am 30. Oktober 1631.
Im Jahre 1879 erläuterte der Rothenburger Glasermeister, Poet und Politiker Adam Hörber sein Konzept für ein Festspiel, dessen Inhalt die Eroberung der Stadt durch Johann T’Serclaes Graf Tilly und ihre wundersame Errettung durch den Meistertrunk zum Inhalt haben sollte. Im Herbst 1880 las er erstmals aus seiner Dichtung Der Meistertrunk oder Tilly in Rothenburg.
Nach der Gründung des Vereins Historisches Festspiel „Der Meistertrunk“ am 14. Februar 1881 wurden der Coburger Hofschauspieler Pabcke als Regisseur sowie Fritz Birkmeyer für die Gestaltung der Kostüme und Uniformen und die Leitung des Festzuges gewonnen. Am Pfingstmontag fand die Uraufführung im eigens dafür eingerichteten Kaisersaal des Rothenburger Rathauses, wo noch heute die Aufführungen gezeigt werden, statt. Im Anschluss an das Stück wurde der Festzug durchgeführt. Außerdem wurde vor den Toren der Stadt ein Feldlager errichtet, welches an die Belagerung 1631 erinnerte.
Bis einschließlich 1897 hatte Birkmeyer die Verantwortung für Leitung des Festzuges inne. Ab 1898 übernahm der Münchener Schlachtenmaler Professor Anton Hoffmann die Leitung und das Arrangement des Festzuges.
In den folgenden Jahrzehnten wurde die Anzahl der jährlichen Aufführungen gesteigert und weiterhin an Pfingsten der Festzug sowie das Feldlager durchgeführt.
Nachdem der Kostümfundus des Festzuges und alle Ausstattungsgegenstände beim Brand des "Ochsenbaus" 1922 ein Raub der Flammen werden, wird der Festzug dank Spenden aus dem In- und Ausland 1923 in geringerem Umfang durchgeführt. Die Kostümentwürfe stammen von Professor Anton Hoffmann.
Trotz des Krieges fanden 1941 zum 60-jährigen Jubiläum des Festspiels zwei Aufführungen statt.

Am 31. März 1945 verwandelten Brandbomben Rothenburg in ein Flammenmeer. Viele Festspieler kehrten nicht aus dem Krieg zurück. Trotz Trauer und Not fand am 21. Mai 1945 bereits die erste Festspielaufführung nach dem Krieg statt. Die Vereins-Chronik vermerkt hierzu: „Aus dem Spiel erwächst neuer Mut. Aus Ruinen keimt neue Hoffnung.“
Ab den Spieljahren 1947 und 1948 werden statt einer Besetzung mit Ersatzleuten zwei gleichberechtigte Spielgruppen eingeführt. Anschließend fanden ab 1949 das Feldlager und ab 1951 – zum 70-jährigen Jubiläum – der nun „Heereszug“ genannte Festzug wieder statt.
Zum 100-jährigen Jubiläum 1981 wurde Regisseur Toni Graschberger beauftragt, den Text des Festspiels zu überarbeiten. Zum ersten Mal fanden Freilichtaufführungen auf dem Rothenburger Marktplatz statt. Ab 1996 wurden die Aktivitäten Feldlager und Heereszug vom Pfingstmontag auf den Pfingstsonntag verlegt. 1998 fand zum ersten Mal ein historischer Händler- und Handwerkermarkt statt, ergänzend zum bisherigen Pfingstprogramm. Im Rahmen der Feierlichkeiten zum 125-jährigen Jubiläum 2006 fanden elf Freilichtaufführungen auf dem Marktplatz in der Neuinszenierung von Regisseur Reiyk Bergemann statt.
Im Jahr 2014 wurde das Festspiel in das Bayerische Landesverzeichnis des immateriellen Kulturerbes und 2016 in das bundesweite Verzeichnis des immateriellen Kulturerbes aufgenommen.
Im Jahr 2020 wurden erstmals seit über 75 Jahren aufgrund der Corona-Pandemie keine Pfingstfestspiele abgehalten, ebenso zum 140-jährigen Jubiläum 2021. 2022 wurde das Festspiel wieder aufgeführt.

## Inhalt
Dem Bühnenstück zufolge soll sich Folgendes zugetragen haben:
Der katholische Generalissimus Tilly hatte 1631, nachdem der Widerstand gebrochen und die Stadt erstürmt worden war, die Ratsherren der protestantischen Reichsstadt Rothenburg zum Tode verurteilt und wollte die Stadt brandschatzen und plündern lassen. In ihrer Not boten ihm die Ratsherren als Willkommenstrunk Wein in einem prachtvollen bunten Glashumpen dar, der 3 ¼ Liter fasste. Tilly wurde dadurch milde gestimmt und sagte, wenn jemand diesen Humpen voll Wein in einem Zuge austrinken könne, würde er die Stadt verschonen. Altbürgermeister Georg Nusch meldete sich freiwillig und zu jedermanns Erstaunen gelang es ihm, den Becher in einem Zug zu leeren. Tilly war davon so beeindruckt, dass er die Stadt verschonte.
Es wird immer wieder behauptet, es gäbe keine historischen Belege dafür, dass der Feldherr Tilly die im Dreißigjährigen Krieg eroberte Stadt betreten hat. Jedoch berichtet Sebastian Dehner in seiner 1654 geschriebenen Rothenburger Chronik:

„Umb Mittag sind die kaiserlichen Generales alle in die Statt zogen, als Generalissimus Mons. TILLY; Obrist Commiß: Ossa; Aldringen; Cronberger; Schönberger; Lothringen (deß Völker Sturm gelassen und geplündert) und bis auf den Mittwoch in der Statt blieben in den fürnemsten Herrenhäusern auf dem Markt und Viehmarkt.“

## Regisseure
Bereits in den ersten Jahren des Festspiels, von 1885 bis 1904, konnte mit Hofrat Ludwig Stark ein namhafter Hofschauspieler als Regisseur verpflichtet werden. Er verfasste im Jahr 1884 für den eingetragenen Verein Historisches Festspiel „Der Meistertrunk“ eine moderne Version des Meistertrunk-Festspiels.
Von 1950 bis 1958 hatte mit Martha Faber eine Enkelin des Verfassers Adam Hörber die Regie-Verantwortung. Ihr folgte – zeitweise parallel – Ernst Unbehauen (Regie von 1956 bis 1967), welcher schon von 1922 bis 1939 diverse Rollen auf der Meistertrunk-Bühne innehatte.

Im Jahr 1979 übernahm der bekannte Schauspieler und Intendant Toni Graschberger bis 1986 die Regie des Meistertrunk. Zum 100-jährigen Jubiläum im Jahr 1981 überarbeitete er den Text grundlegend. Seit 1999 zeichnet der Regisseur und Schauspieler Reiyk Bergemann für die Regie verantwortlich.
Weitere bekannte Regisseure waren unter anderem:
- Hans Reck (1910 bis 1913)
- Horst Eisel (1971–1973 und 1987 bis 1990)
- Erich Ude (1974 bis 1977)
- Heinz Rippert (1978)

## Der Verein
Der Verein Historisches Festspiel „Der Meistertrunk“ e. V. wurde 1881 gegründet und besteht seitdem durchgängig. Er besteht aus derzeit (2021) 29 Gruppen mit insgesamt über 800 Mitgliedern. Seine satzungsgemäßen Aufgaben sieht er in der Förderung kultureller Zwecke. Er betrachtet es als seine Hauptaufgabe, die Volksbildung und Heimatpflege zu fördern.

### Veranstaltungen
Jährlicher Höhepunkt des Vereinslebens sind die Pfingstfestspiele, an welchen sämtliche Mitglieder teilnehmen. Des Weiteren bringt sich der Verein verstärkt an den Reichsstadt-Festtagen in Rothenburg ein, so mit der Langen Nacht des Festspiels am Reichsstadttage-Freitag im Lichthof des Rathauses. Außerdem beteiligt sich das Festspiel gemeinsam mit der „Kgl. priv. Schützengilde 1374 Rothenburg o.d.T.“ am Rothenburger Weihnachtsmarkt, dem sogenannten Reiterlesmarkt.

### Historiengewölbe
Zum 85. Geburtstag des Meistertrunks wurde 1966 das vereinseigene Festspielmuseum Historiengewölbe mit Staatsverlies im Rathaus eröffnet. In zwölf Gewölben wird die Situation der Stadt unter anderem während der Zeit des Dreißigjährigen Krieges dargestellt. Im Mittelpunkt stehen u. a. die legendären Ereignisse um die Eroberung Rothenburgs durch kaiserliche Truppen im Jahre 1631. Ein Raum ist dem Universalgelehrten Andreas Libavius gewidmet.

In Verbindung mit den Historiengewölben ist das Verlies der ehemaligen Freien Reichsstadt Rothenburg ob der Tauber unterhalb des Rathauses zu besichtigen. Es gilt als das älteste Gefängnis Rothenburgs. Zum reichsstädtischen Verlies gehören eine Wachstube, ein Folterraum und drei Gefängniszellen. Die Gefängniszellen vermitteln einen Eindruck der damaligen Haftbedingungen. In einer dieser Zellen soll 1408 der berühmte Rothenburger Bürgermeister Heinrich Toppler seine letzten Stunden verbracht haben.